# フランシ・エンガンガ
フランシ・エンガンガ（フランス語: Francis N'Ganga、1985年6月16日 - ）は、コンゴ共和国とフランスのサッカー選手。コンゴ共和国代表。ポジションはDF。

## クラブ歴
グルノーブル・フット38の下部組織出身。2004年にリーグ・ドゥのトップチームに昇格、リーグ・アンにも昇格した。
2009年にリーグ・ドゥのトゥールFCに移籍。
2012年にジュピラー・プロ・リーグのシャルルロワSCに移籍。
2019年1月にキプロス・ファーストディビジョンのエルミス・アラディプに移籍するが、4月に退団。無所属となっていた7月12日にプロキシマス・リーグのスポルティング・ロケレンに加入。

## 代表歴
2008年9月7日に行われたマリ代表戦でコンゴ共和国代表として初出場。2011年11月15日の2014 FIFAワールドカップ・アフリカ1次予選・サントメ・プリンシペ代表戦で代表初得点。その後、アフリカネイションズカップ2015のメンバーに選ばれた。